# 제임스 브래트
제임스 브래트(James Donald Brat, 1949년 -)는 미국 캘빈 칼리지의 명예교수이며 아브라함 카이퍼 연구의 전문가이다. 캘빈 캘리지를 졸업하고 예일 대학교에서 "현대 미국에서 화란 칼빈주의"(Dutch Calvinism in Modern America)라는 논문제목으로 Ph.D.를 받고 2013년 아브라함 카이퍼의 전기를 출판하였다. 그는 식민지 시대의 미국 역사와 미국의 지식 종교사 연구에도 전문가이다.

## 참고 문헌
- Dutch Calvinism in Modern America (Eerdmans, 1984) ISBN 1-59244-122-X
- Abraham Kuyper: A Centennial Reader (Eerdmans, 1998) ISBN 0-8028-4321-2
- Antirevivalism in Antebellum America: A Collection of Religious Voices (editor) (Rutgers University Press, 2005) ISBN 0-8135-3692-8
- Abraham Kuyper: Modern Calvinist, Christian Democrat (Eerdmans, 2013) ISBN 978-0-8028-6906-7